# Волков, Генрих Николаевич
Ге́нрих Никола́евич Во́лков (19 июля 1933, г. Сарапул, Уральская область —  3 февраля 1993) — советский учёный-философ и публицист, журналист.
Доктор философских наук (1969; кандидат 1965), профессор.

## Жизнь
Окончил философский факультет МГУ (1957). Докторская диссертация посвящена социологическим и методологическим проблемам развития науки и техники.
Работал в Москве, в райкоме комсомола, сотрудничал в редакции бывшей центральной газеты советских / российских немцев «Neues Leben» — «Новая жизнь». Затем пришёл в газету «Известия», откуда ушёл в журнал «История СССР». Работал в редколлегиях журналов «Проблемы мира и социализма», «Коммунист», а также на кафедре научного коммунизма в Академии общественных наук при ЦК КПСС.
Автор книг-исследований о Марксе и Энгельсе, Гёте и Гегеле, о Пушкине, переведённых на немецкий, английский, французский, финский, болгарский языки. Предложил концепцию развития техники, внутренние движущие силы которого рассматривались через призму процессов овеществления трудовых функций человека.
Bзвестным советским философов указывал его Юрий Павлович Белов.

## Произведения
- Эра роботов или эра человека? М., 1965.
- Наука  общество. М., 1967.
- У колыбели науки. М., 1971.
- Социология науки. М., Политиздат, 1968 — 328 с., 20 000 экз.
- Рождение гения. Становление личности и мировоззрения Карла Маркса. М., 1968.
- Сова Минервы. М., 1973 (2-е изд. — М., 1985).
- Путь гения. Становление личности и мировоззрения К. Маркса. М., 1976, Киев, 1981.
- Истоки и горизонты прогресса. М., Политиздат, 1976.
- «Тебя, как первую любовь…» Книга о Пушкине. Личность, мировоззрение, окружение. М., 1980.
- Рядом с гением — гений. Эпизоды из творческой биографии Энгельса. М., 1984.
- Три лика культуры. Историко-философские очерки. М., 1986.
- «Наша дерзкая веселая проза». (Сатирический и художественно-образный фермент в творчестве К. Маркса и Ф. Энгельса.) М., 1986.
- Мир Пушкина. М., 1989.